# Brief an den Vater

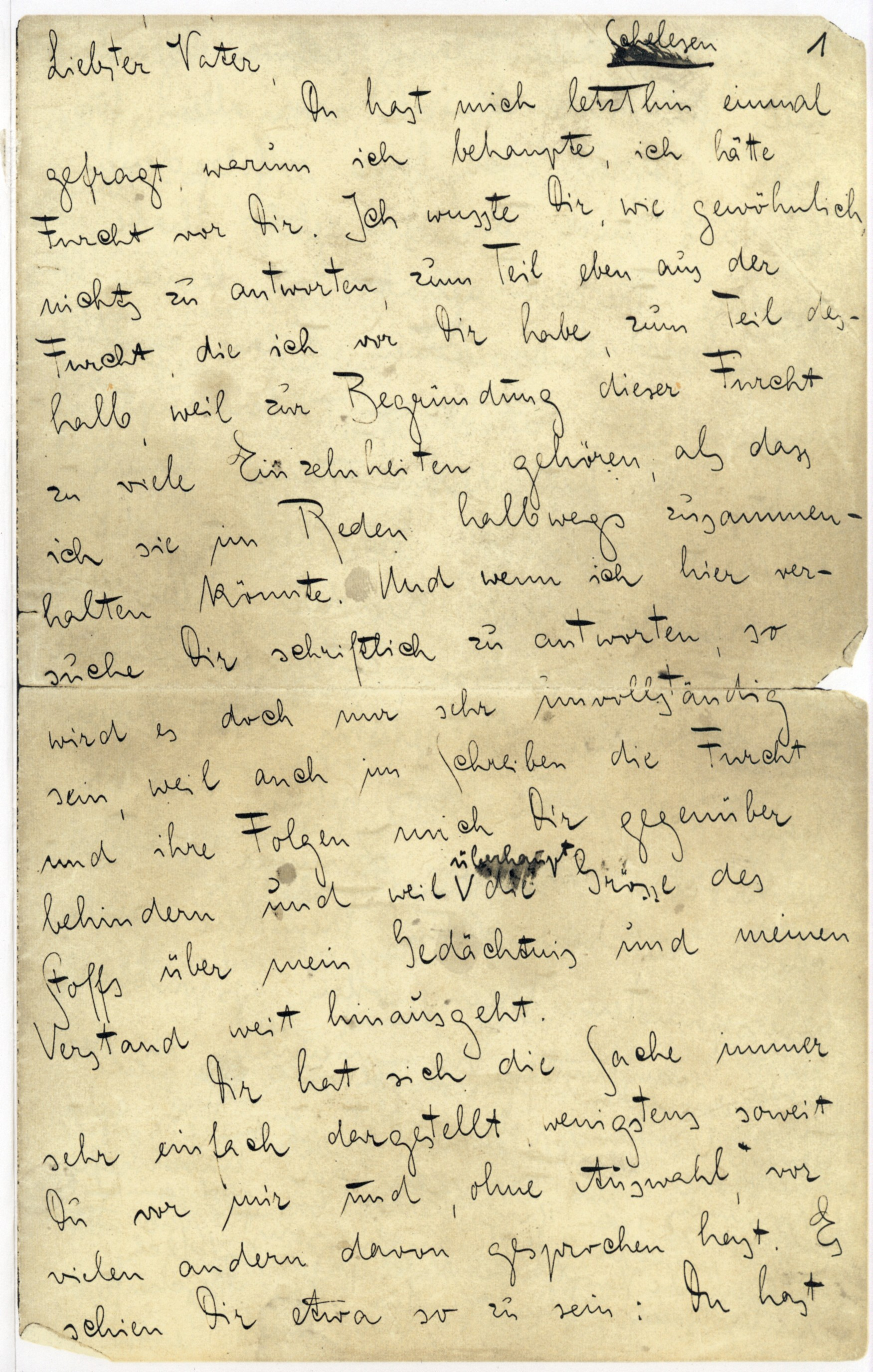
Scan der ersten Seite der Handschrift

Der Brief an den Vater ist ein 1919 verfasster, niemals abgeschickter Brief Franz Kafkas an seinen Vater. Er wurde postum 1952 in der Neuen Rundschau veröffentlicht und ist ein bevorzugter Text für psychoanalytische und biographische Studien über Kafka.
Nachdem Franz Kafka im Januar 1919 bei einem Kuraufenthalt in Schelesen (Böhmen) Julie Wohryzeck kennengelernt hatte und sich einige Monate später mit ihr verlobte, reagierte sein Vater ungehalten auf seine neuen und unstandesgemäßen Heiratspläne. Es wird angenommen, dass dies Kafka veranlasste, zwischen dem 10. und 13. November 1919 den Brief zu verfassen. Die Hochzeit war ursprünglich für November geplant, fand jedoch nicht statt. Der vordergründige Anlass war eine vergebliche Wohnungssuche.
Der ausladende Brief besteht aus 103 handschriftlichen Seiten (45 Seiten in der Maschinenfassung), auf denen Kafka versucht, seinen Vaterkonflikt schreibend zu bewältigen. Viele seiner Lebensschwierigkeiten schreibt er der totalen Wesensverschiedenheit zwischen sich und dem Vater zu. Der Brief endet mit der Hoffnung, dass sich durch ihn beide ein wenig beruhigen würden und Leben und Sterben leichter gemacht werden könnten.

## Inhalt

### Gegensatz Vater-Sohn
In erster Linie wird im Brief die Wesensunverträglichkeit herausgearbeitet. Hermann, der kraftvolle, impulsiv-jähzornige Vater (Sohn eines Fleischhauers) ohne Bildung, der sich emporgearbeitet hat. Der Sohn Franz, verweichlicht und unselbstständig durch des Vaters Wohlstand, völlig verängstigt, unzugänglich und eingesponnen in seine geistige Welt.

### Familie Kafka
In den Kampf um und mit dem Vater waren die Schwestern unterschiedlich stark involviert und letztendlich für den Bruder keine Mitstreiterinnen. Valli fügte sich dem Vater, ähnlich wie die Mutter. Elli war ein Kind, von dem man wenig erwartete. Sie löste sich aber ganz aus der Familie Kafka, gründete eine eigene Familie und wurde eine akzeptierte Frau. Ottla schien in ihrem Kampf mit dem Vater viel härter und konsequenter gewesen zu sein als Franz, der schnell aufgab. Sie war das eigentliche Kind vom Schlag des Vaters.
Die Mutter war zwischen den Kindern und dem Vater hin- und hergerissen. Sie wird als sehr mütterlich und menschlich geschildert, aber gleichzeitig als Treiberin für den Vater bezeichnet. Sie unterstützt ihre Kinder nur in dem Bereich, den der Vater zulässt, und hat wenig Einfluss auf die Beziehungen zwischen dem Vater und seinen Kindern.

### Sexualität und Ehe
Auch zu den Themen Sexualität und Ehe hatte der Vater derbere Vorstellungen als der grüblerisch-empfindsame Sohn. Zweimal (zuerst dem 16-jährigen Sohn, danach dem 20 Jahre älteren) gab der Vater Franz handfeste Ratschläge, wie er sich vor Unzuträglichkeiten schützen konnte, wenn er – in der damals üblichen Weise – Sexualität in Freudenhäusern bei Prostituierten suchte. Der Vater regte Franz zu dieser Sexualität ausdrücklich an, damit er nicht gleich ans Heiraten denken müsste. Er meinte damit eine Ehe mit einer nicht standesgemäßen Person wie Julie Wohryzeck.
Kafka empfand das Thema Heirat und die Rolle als Ehemann als so vollständig von seinem Vater belegt (ähnlich dem Leben als Geschäftsmann), dass es schon daher nicht für ihn in Frage kam.

### Das Judentum
Der Sohn wirft dem Vater ein „Nichts von Judentum“ vor, das keinerlei tiefer gehende Religiosität beinhaltete. Der Besuch der Synagoge war für Franz einerseits angstbesetzt, andererseits ein Aufenthalt wie auf einem geheimen Spielplatz. Ein echter religiöser Moment, in dem er sich vielleicht mit dem Vater hätte treffen können, existierte nicht. 

„Später, als junger Mensch, verstand ich nicht, wie Du mit dem Nichts von Judentum, über das Du verfügtest, mir Vorwürfe deshalb machen konntest, daß ich (schon aus Pietät, wie Du Dich ausdrücktest) nicht ein ähnliches Nichts auszuführen mich anstrenge[...] Du gingst an vier Tagen im Jahr in den Tempel, warst dort den Gleichgültigen zumindest näher als jenen, die es ernst nahmen, erledigtest geduldig die Gebete als Formalität, setztest mich manchmal dadurch in Erstaunen, daß Du mir im Gebetbuch die Stelle zeigen konntest, die gerade rezitiert wurde, im übrigen durfte ich, wenn ich nur (das war die Hauptsache) im Tempel war, mich herumdrücken, wo ich wollte. Ich durchgähnte und durchduselte also dort die vielen Stunden (so gelangweilt habe ich mich später, glaube ich, nur noch in der Tanzstunde) und suchte mich möglichst an den paar kleinen Abwechslungen zu freuen, die es dort gab, etwa wenn die Bundeslade aufgemacht wurde, was mich immer an die Schießbuden erinnerte, wo auch, wenn man in ein Schwarzes traf, eine Kastentür sich aufmachte[...] Sonst aber wurde ich in meiner Langweile nicht wesentlich gestört, höchstens durch die Barmizwe, die aber nur lächerliches Auswendiglernen verlangte, also nur zu einer lächerlichen Prüfungsleistung führte, und dann, was Dich betrifft, durch kleine, wenig bedeutende Vorfälle, etwa wenn Du zur Thora gerufen wurdest und dieses für mein Gefühl ausschließlich gesellschaftliche Ereignis gut überstandest oder wenn Du bei der Seelengedächtnisfeier im Tempel bliebst und ich weggeschickt wurde, was mir durch lange Zeit[...] das kaum bewußt werdende Gefühl hervorrief, daß es sich hier um etwas Unanständiges handle. –“

Gleichzeitig gibt Kafka seiner Bewunderung für den jiddischen Schauspieler Jizchak Löwy Ausdruck, der vom Vater mit Ungeziefer verglichen und verächtlich gemacht wurde.

### Kafkas Schreiben
Sein Schreiben bezeichnet der Sohn als ein selbstständiges Wegkommen vom Vater. Trotz des Vaters Ablehnung hatte er aber immer wieder – allerdings vergeblich – versucht, dessen Anerkennung zu gewinnen und wollte ihm auch seine Veröffentlichungen nahebringen.
In dem Brief tauchen verschiedene Motive auf, die vorher und nachher auch in Kafkas Literatur erscheinen. Speziell im Urteil treten verwandte Themen auf, die Riesenhaftigkeit des Vaters, seine unberechenbare Unzufriedenheit, auf die der verunsicherte Sohn verbal gar nicht reagieren konnte, und sein absolutes Aburteilen erst der Verlobten, dann des Sohnes. Laut Brief verglich der Vater zweimal Menschen mit widerlichem Ungeziefer – das Thema der Erzählung Die Verwandlung. Die Harmonie des Ehepaars Kafka tritt dem Leser in der Erzählung Das Ehepaar entgegen. Die geringe Bedeutung der Mutter im Brief spiegelt sich in Kafkas Schreiben wider, das immer nur mit dem Vater ringt. Eine Mutter ist nicht anwesend, wie in der Erzählung Elf Söhne mit dem einsamen, alle seine Nachkommen verurteilenden Vater.

## Form

### Erläuterung der Briefform
Kafka hat Milena Jesenská gegenüber den Brief als Advokatenbrief voller Kniffe bezeichnet. Dieser Brief wurde nie dem Vater übergeben, sondern Kafka hat ihn 1920 Milena überlassen.
Der Brief ist eine schwer zu entwirrende literarische Anklage- und Verteidigungsschrift in einem für die jeweiligen Personen: den Vater, Kafka selbst und auch für die nur am Rand auftretende Mutter. Zum Ende des Briefes tritt sogar der Vater selbst als argumentierende Person auf. Aber er spricht nicht in der von ihm zu erwartenden Einfachheit, sondern im gewohnten Duktus des Sohnes.
Kafka hat sein ewiges Vater-Sohn-Thema in der formalen Logik der juristischen Rede und den Techniken der Literatur beleuchtet und dabei eine Art Lebensanalyse für sich erstellt. Ihre Hauptelemente sind Angst und Kampf. Dieser Brief ist aber keine Literatur im eigentlichen Sinn.

## Realitätsbezug und Subjektivität
Die nachprüfbaren Tatsachen und die Darstellung Kafkas driften zum Teil stark auseinander.
Der Brief behandelt einerseits Realitäten aus Kafkas Leben. So wird einiges wahrheitsgemäß aufgeführt, wie die harte Kindheit des Vaters, die Probleme Kafkas mit seiner Teilhaberschaft an der Prager Asbestfabrik oder der Ausbruch seiner Schwester Ottla in die Arbeitswelt der Landwirtschaft und natürlich die gescheiterten Heiratsversuche.
Andererseits deckt sich die Darstellung der eigenen Person Kafkas kaum mit den Schilderungen sonstiger Quellen. Er schildert sein Schulleben als völlig überlagert von der Versagensangst. Mitschüler bezeichnen ihn aber – außer in Mathematik – als guten Schüler, der nie in Gefahr war, sitzen zu bleiben. Unter seiner Arbeit in der Arbeiter-Versicherungsanstalt litt er und fühlte sich ihr einerseits nicht gewachsen und war andererseits von ihr angeödet. Seine Mitarbeiter aber lobten ihn im Nachhinein als juristisches Vorbild, das auch regelmäßig befördert wurde.
Sein Verhältnis zu Frauen war sprichwörtlich problematisch. Er sah sich gehemmt, unentschlossen und unterlegen. Tatsächlich aber war er mit seiner großen schlanken Gestalt attraktiv, so dass er zunehmend mehr – nicht nur literarische – Verehrerinnen um sich scharte.
Das oben Gesagte gilt auch für das Hauptanliegen des Briefes, nämlich die Auseinandersetzung mit dem Vater. Dieses Furcht einflößende, hemmungslos aburteilende, vitale Wesen Hermann Kafka, dem der Sohn Franz sich ausgeliefert sah und mit dem er ständig innerlich rang, wird von anderen, u. a. Max Brod, als normaler jüdischer Geschäftsmann beschrieben, der menschenfreundlich und beschwingt mit beiden Beinen in seinem Geschäft stand.

## Zitate
Der Sohn:
- Mein Schreiben handelt von Dir, ich klagte dort ja nur, was ich an deiner Brust nicht klagen konnte
- Ich wäre glücklich gewesen, Dich als Freund, als Chef, als Onkel, als Großvater, ja selbst als Schwiegervater zu haben. Nur eben als Vater warst Du zu stark für mich.
- Deine äußerst wirkungsvollen, wenigstens mir gegenüber niemals versagenden rednerischen Mittel bei der Erziehung waren: Schimpfen, Drohen, Ironie, böses Lachen und – merkwürdiger Weise – Selbstbeklagung.
- In Wirklichkeit wurden die Heiratsversuche der großartigste und hoffnungsreichste Versuch, Dir zu entgehen, entsprechend großartig war dann allerdings auch das Misslingen.

Der Vater (vom Sohn zitiert):
- Ich zerreiße dich wie einen Fisch.
- Er soll krepieren, der kranke Hund.
- Die Gottselige hat mir viel Schweinerei hinterlassen.
- Leg’s auf den Nachttisch (bezogen auf Kafkas Veröffentlichungen)

## Rezeption
- Joachim Pfeiffer (S. 92 ff.) sieht hier als typische literarische Techniken u. a. die Perspektivenverzerrung, die Selbstaufhebung von Textteilen und vor allem die Übertreibung. Es handelt sich allgemein um einen Protest gegen die Welt der Väter, in der ein Sozialdarwinismus (Recht des Stärkeren) herrscht, in der Kafkas Antihelden im Gegensatz zum Idol der heroischen Männlichkeit stehen.
- Reiner Stach (S. 321 ff.) bezeichnet den Brief als Basistext der literarischen Moderne, als manipulativen Text, der danach verlangt, durchschaut und moralisch kommentiert zu werden.
- Peter-André Alt (S. 566): „Die advokatische Technik der Argumentation, die Kafka selbst eingestand, spiegelt sich in den Rochaden des Spielers, der tatsächlich keinen offenen Kampf führt, sondern über den Umweg der Selbstanklage die Schuld des Gegners zu erweisen sucht.“
- Gisela Elsner schrieb einen fiktiven Antwortbrief des Vaters, in dem er seinem Sohn vorwirft, seine Lebensuntüchtigkeit und Opferrolle zu inszenieren, da Selbstmitleid zum Lebensgefühl der Prager Bohème zähle und „Euch der Konflikt zwischen Dir und mir mittlerweile mehr Gesprächsstoff geliefert hat als der gesamte verflossene Weltkrieg“. In: Die Zerreißprobe, Hamburg 1980.

## Ausgaben
- Brief an den Vater. Herausgegeben und kommentiert von Michael Müller, Reclam, Stuttgart 1995, ISBN 978-3-15-009674-1.
- Nachgelassene Schriften und Fragmente II. Herausgegeben von Jost Schillemeit, Fischer, Frankfurt/Main 1992, S. 143–217, ISBN 978-3-10-038144-6.

### Hörbuch
- Franz Kafka: Brief an den Vater. Gelesen von Hans Jochim Schmidt, MP3-CD, 135 Minuten, Vorleser Schmidt Hörbuchverlag, Schwerin 2008, ISBN 978-3-937976-96-9.

## Sekundärliteratur
- Peter-André Alt: Franz Kafka: Der ewige Sohn. Eine Biographie. Beck, München 2005, ISBN 3-406-53441-4.
- Theodor Pelster: Lektüreschlüssel. Franz Kafka: Brief an den Vater / Das Urteil. Reclam, Stuttgart 2008, ISBN 978-3-15-015395-6.
- Joachim Pfeiffer: Franz Kafka Die Verwandlung/Der Brief an den Vater. Oldenbourg, München 1998, ISBN 3-486-88691-6 (= Oldenbourg Interpretationen, Band 91).
- Reiner Stach: Kafka. Die Jahre der Erkenntnis. S. Fischer, Frankfurt am Main 2008, ISBN 978-3-10-075119-5.
- Reiner Stach: Kafka Die frühen Jahre S. Fischer, Frankfurt am Main 2014, ISBN 978-3-10 075130-0.
- Daniel Weidner: Brief an den Vater. In: Manfred Engel, Bernd Auerochs (Hrsg.): Kafka-Handbuch. Leben – Werk – Wirkung. Metzler, Stuttgart, Weimar 2010, ISBN 978-3-476-02167-0, S. 293–301.
- Bettina von Jagow, Oliver Jahraus (Hrsg.): Kafka-Handbuch. Leben-Werk-Wirkung. Vandenhoeck & Ruprecht, Göttingen 2008, ISBN 978-3-525-20852-6.